# Cide Piquet
Cide Piquet (nascido em Salvador, Bahia em 1977) é um editor, tradutor e poeta brasileiro.

## Biogragfia
Estudou Letras na Universidade de São Paulo, desde então vive na capital paulista. Desde 1999, trabalha na Editora 34, atuando nas coleções de poesia e literatura estrangeira, com destaque para a edição da Coleção Leste de literatura russa. Nesta última, a edição do vencedor do Prêmio Jabuti de Tradução 2019, Sobre isto, do poeta Maiakóvski traduzido por Letícia Mei.
Ministrou cursos sobre edição e tradução na Casa Guilherme de Almeida, na Universidade do Livro e no Curso de Editoração da ECA-USP, além de ser convidado frequente em eventos sobre literatura, edição e tradução.
É autor do livro de poesia malditos sapatos (2013) e da plaquete Poemas e traduções (2017).
Publicou traduções de ensaios e poemas em antologias e revistas literárias. Entre os autores que traduziu figuram Raymond Carver, Nicanor Parra, Gianni Rodari, Yehuda Amichai, Cristina Peri Rossi, Víctor Rodríguez Núñez, Wolfgang Borchert, Hans Magnus Enzensberger, Roberto Bolaño, Blas de Otero, Nâzim Hikmet, Pier Paolo Pasolini e Kobayashi Issa.
Trabalhou em parceria de tradutores como Alexandre Barbosa de Souza, Camila de Moura, Fabricio Corsaletti, Irineu Franco Perpétuo, Guilherme Gontijo, Joana Barossi, Leticia Mei e Ayelén Medail.
Na literatura brasileira, editou autores como Hilda Machado (Prêmio Jabuti 2019), Ricardo Domeneck (Prêmio Jabuti de Poesia 2024), Leonardo Fróes, Edimilson de Almeida Pereira, Leonardo Gandolfi, Josoaldo Lima Rêgo, Ana Cristina Braga Martes entre outros.
Obra poética
- malditos sapatos (Hedra, 2013)
- Poemas e traduções (Quelônio, 2017)

Obra tradutológica
- Michael Jordan: a história de um campeão e o mundo que ele criou, de David Halberstam (Editora 34, 1999) - co-tradução com Alexandre Barbosa de Souza.[17]
- Histórias para brincar, de Gianni Rodari (Editora 34, 2007)[18]
- Esta vida: poemas escolhidos, de Raymond Carver (Editora 34, 2017)[19]
- Só para maiores de cem anos: antologia (anti)poética, de Nicanor Parra (Editora 34, 2018) - co-tradução com Joana Barossi, finalista do Prêmio Jabuti 2019, na categoria tradução[20]
- 20 haicais de Issa, de Kobayashi Issa (Igarapé, 2021)[21]
- Nossa vingança é o amor: antologia poética (1971-2024), de Cristina Peri Rossi (Editora 34, 2025) - co-tradução com Ayelén Medail[22]